# 范宣
范宣（?—?），字宣子，东晋陈留（今河南开封东北）人。
十歲，能誦詩書。曾在後園挑菜，誤傷手指，大哭。有人問他很痛嗎？答曰：“非為痛，身體髮膚，不敢毀傷，是以啼耳！”長大後博览群书，尤精於《三礼》。东晋時徙家豫章，设馆授徒，“常以讲诵为业，谯国戴逵等皆闻风宗仰”，著名畫家戴達追隨他學習書法，范宣读书他就读书，范宣抄书他也跟著抄书。後來范宣也學繪畫，《歷代名畫記》说范宣之画为“荀卫之后，范宣第一”。

## 延伸阅读
[在维基数据编辑]
 《晉書/卷091》，出自房玄齡《晉書》